# یارمحمدخان کرمانشاهی
یارمحمدخان کرمانشاهی (۱۲۵۸ در کرمانشاه - ۱۳ مهر ۱۲۹۱ در کرمانشاه) از فعالان مشروطه بود که در طی سال‌های ۱۲۸۷ تا ۱۲۸۹ خورشیدی در یک رشته نبردهای سخت و از جمله در محاصره تبریز به یاری ستارخان و باقرخان شتافت.
وی بعداً به دستور عبدالحسین میرزا فرمانفرما حاکم کرمانشاه و عامل حکومت قاجار در ۱۳ مهر ۱۲۹۱ و با اصابت گلوله‌ای از سقف بازار کلوچه‌پزهای کرمانشاه به قتل رسید.

## زندگی
یارمحمد کرمانشاهی فرزند میرزا محمدخان زردلانی از ایل لک بالاوند و بلقیس خانم از ایل بالاوند
در سال ۱۲۹۶ ه‍.ق برابر با (۱۲۵۷ ه‍.ش) در خانه شماره ۹ کوچه ایلخانی منطقه برزه‌دماغ کرمانشاه متولد شد.
خواندن و نوشتن را در مکتب آموخت، و در نوجوانی به ورزش باستانی روی آورد و پس از مدتی اشتغال در سبزه میدان کرمانشاه، درآغاز جوانی در توپخانه تیپ کرمانشاه استخدام شد و به رشادت و استحقاق به سرعت به درجهٔ نایبی رسید.
یارمحمدخان کرمانشاهی در هنگام کشته‌شدن از همسرش زینت خانم (که دختردایی او نیز بود)، دارای یک فرزند ۲ ساله دختر به نام قمرتاج بود. همچنین آن زمان زینت خانم فرزند پسر یارمحمدخان به نام شیرزاد را باردار بود. دو سال پس از کشته‌شدن یارمحمدخان، همسر او نیز از دنیا رفت و شیرین (خواهر سردار) فرزندان او را پروراند و تا پایان عمر نیز ازدواج نکرد.

## فعالیت
وی با اندیشهٔ آزادی‌خواهی وارد کمیته غیرت کرمانشاه شد و در کنار عده‌ای از آزادیخواهان کرمانشاه مانند حاج آقا محمد مهدی، میرزاعلی خان سرتیپ خانه خراب، ابوالفتح میرزا دولتشاهی، آقا محمدخان احمدی و … به فعالیت پرداخت. هنگامی که مشروطه خواهان در برخورد با مستبدان در کنسولگری انگلستان در کرمانشاه (محل فعلی شهرداری) متحصن شدند، او به همراه برادرخوانده‌و دوست خود هر دو به نام‌های حسین خان، عازم تهران شد. در قم از به توپ بستن مجلس و اشغال تهران بدست قزاق‌های لیاخوف آگاه شد و از آنجا به تبریز رفت و به آزادیخواهان از جمله ستارخان و باقرخان پیوست.

## محاصره تبریز
اولین نبردی که یارمحمد خان در آن شرکت داشت اردوکشی به مراغه و جنگ شرامین است که در ذیقعده ۱۳۲۶ ه‍.ق روی داد. مجاهدان در این نبرد شکست خوردند و یارمحمد خان و حسین خان توانستند از مهلکه نجات یابند و به تبریز برسند.
یارمحمد خان در ۲۱ محرم ۱۳۲۷ ه‍.ق در جنگ مجاهدان با مستبدان شرکت کرد و در حالی که سردستگی جمعی از آزادیخواهان را داشت به اردوگاه شجاع الدوله حمله کرد و تلفاتی به دشمن وارد کرد.
یارمحمد خان در ماه صفر ۱۳۲۷ ه‍.ق در جنگ حکم آباد شرکت داشت و در این نبرد شجاعت و لیاقت از خود نشان داد و از سوی انجمن ایالتی مورد تقدیر قرار گرفت.
در جنگ آناخاتون از ناحیهٔ پا زخمی شد ولی جنگ به سود آزادیخواهان خاتمه یافت.
در ۷ ربیع‌الاول ۱۳۲۸ ه‍.ق و پس از سرکوب مستبدان و استقرار مشروطه، به همراه ستارخان و باقر خان و ۱۰۰ سوار دیگر به تهران آمد.

## یاری ستارخان و باقرخان
پیش از صدور دستور محمدعلی شاه به نیروهای لیاخوف روسی برای حمله به مجلس، مشروطه‌خواهان با ارسال تلگراف از شهرهای دیگر یاری طلبیدند. یارمحمدخان پس از اطلاع از محتوای این تلگراف با چند تن از همراهان خود به یاری تهران شتافت. احمد کسروی در کتاب تاریخ مشروطه ایران اینگونه روایت می‌کند: «در آن روزها که مجلس به همه شهرها تلگراف فرستاده یاوری می‌طلبید یارمحمدخان با یک برادر و یک دوست خود که نام‌های هردو حسین‌خان می‌بود، تفنگ و اسب خریدند و با یک نوکر آهنگ تهران کردند که به یاری دارالشوری برسند. ولی چون به قم رسیدند در آنجا از داستان بمباران آگاهی یافته ناگزیر گردیدند که خود را نهان دارند، ولی چون چند روزی گذشت آوازه ایستادگی‌های تبریز به آنجا رسید، و این بود یارمحمدخان و همراهانش مردانه آهنگ تبریز کرده از بیراهه خود را به آنجا رسانیدند، و تا پایان جنگ‌های تبریز در آنجا می‌بودند و همیشه دلیری‌ها و مردانگی‌ها می‌نمودند.»
یکی از یاران یارمحمدخان کرمانشاهی حسین خان امیربرق نام داشت که با او عقد برادری بسته بود. دیگری نیز حسین خان نصرت‌المله نام داشت که همسر خواهر یارمحمدخان (عصمت خانم) بود.

## مشروطه
پس از استقرار مشروطه اختلاف بینش‌های سیاسی منجر به پیدایش احزاب مختلف شد که مهم‌ترین آن‌ها حزب دموکرات و اعتدالیون بود. ستارخان به اعتدالیون نزدیک شد و یارمحمد خان کرمانشاهی به دموکرات‌ها پیوست.
در آغاز سال ۱۲۹۰ ش. محمدولی‌خان سپهدار تنکابنی به عنوان رئیس‌الوزرا منصوب شد او که از اعتدالیون بود ابتدا به کینه جویی از حیدرخان عمو اوغلو و یارمحمد خان برخاست. از اینرو یارمحمدخان شب اول فروردین ۱۲۹۰ ش. به دستور وی بازداشت شد. پس از دو هفته روز ۱۳ فروردین ۱۲۹۰ ه‍.ش حکم تبعیدش از ایران صادر شد. آن‌ها قصد داشتند او را از طریق کرمانشاه به عراق اعزام نمایند. هنگام انتقالش از کرمانشاه مردم به هواداری وی برخاستند و با زور او را آزاد کردند. سپس انجمن ولایتی و مردم طی تلگرافهای بسیار، لغو تبعید واقامت یارمحمد خان در کرمانشاه را خواستار شدند و دولت ناچار آن را پذیرفت.

## مرگ
هنگامی که سپاه فرمانفرما از سنندج به سوی کرمانشاه حرکت کرد، یارمحمد خان و به دنبال او سالارالدوله نیز از کرمانشاه به طرف سنندج رفتند، ولی دو سپاه به هم برخورد نکردند و فرمانفرما به کرمانشاه رسید و در دارالحکومه مستقر شد. یارمحمد خان و سالارالدوله سپاهی دیگر فراهم کرده از سنندج به طرف کرمانشاه حرکت کردند.
یارمحمدخان و هم‌عهدانش قرار می‌گذارند که در نیمه‌شب سیزدهم مهرماه ۱۲۹۱ خورشیدی با دومین ضرباهنگ ساعت مسجد عمادالدوله وارد شهر شوند و سپس به‌سوی دارالحکومه فرمانفرما بروند. نشانه این حمله درآوردن کلاه از سر بوده که به «جنگ سرپتی‌ها» شهرت یافت. سرپتی در زبان کرمانشاهی به معنای سربرهنه و در اینجا به معنای بی‌کُلاهی است. آن‌ها سوگند خوردند که تا پای سر دادن برای پیروزی بجنگند. اما عملیات آزادی‌خواهان با خیانت یکی از همراهان به نام «مشی برا قصاب» (که به معتضد معروف است) لو رفته بود. ساعت حدود ۱۰ صبح یارمحمدخان زیر سقف پوشیدهٔ بازار کلوچه‌پزها مشغول رایزنی برای حملهٔ نهایی بود که یکی از عاملین فرمانفرما از سوراخ سقف بازار سرپوشیده تیری به یکی از همراهان سردار شلیک کرد و او را به زمین انداخت. یارمحمد خان برای ردیابی مسیر گلوله سرش را بالا آورد و تیر دوم به صورت او شلیک شد و وی را کشت. با کشته شدن ایشان وکیل جوانرود همچنان به مقاومت در مقابل ارگ دولتی پرداخت. طولی نکشید که وی و تعداد زیادی از همرزمانش نیز کشته شدند و با این امر جنگ به سود دولت خاتمه یافت.

## مدفن
جنازهٔ وی در گورستان قدیمی شهر کرمانشاه دفن شد. اکنون این گورستان خراب گشته، ولی قبر سردار یارمحمدخان کرمانشاهی در مکانی مشخص در انبار ادارهٔ نقلیهٔ بهداری در خیابان نقلیه شهر کرمانشاه نگهداری می‌شود.

## یادبود
در روزهای پس از انقلاب بهمن ۱۳۵۷، بلوار اصلی شهر کرمانشاه به نام بلوار یارمحمدخان کرمانشاهی نامگذاری شد، اما چندی بعد و پس از کشته‌شدن سید محمد بهشتی در ماجرای بمب‌گذاری در دفتر حزب جمهوری اسلامی این نام به بلوار شهید بهشتی تغییر پیدا کرد. تا مدت‌ها و برای بیش از چهار دهه هیچ معبر و خیابانی به نام یارمحمدخان کرمانشاهی نامگذاری نشده‌بود.
در روز ۱۳ مهر ۱۳۹۸ همزمان با ۱۰۷مین سالگرد ترور یارمحمدخان کرمانشاهی، طی مراسمی خیابان نقلیه حدفاصل چهار راه مادر تا میدان جمهوری اسلامی در منطقهٔ ۸ شهرداری کرمانشاه به نام بلوار سردار یارمحمدخان نامگذاری شد.

## برای مطالعهٔ بیشتر
- لیمویی، علی (۱۳۸۹). شهر من کرمانشاه. کرمانشاه: باغ نی. ص. ۵۹. شابک ۹۷۸-۹۶۴-۲۶۹۹-۳۴-۶.
- کتاب گرد کرد به قلم اردشیر کشاورز.